# خدمة الأرصاد الجوية بواسطة الأقمار الاصطناعية

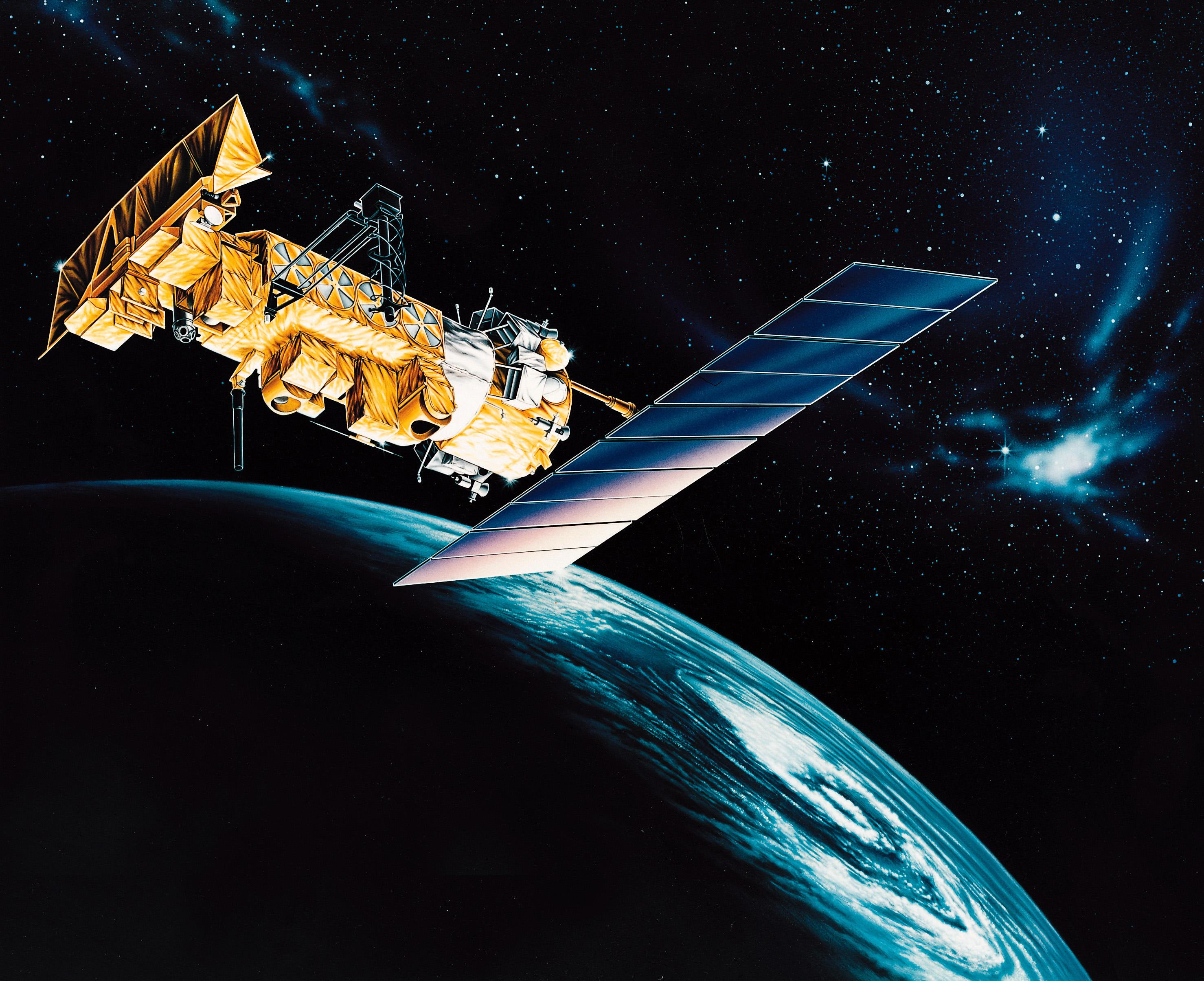
نظام الأقمار الاصطناعية لمراقبة الطقس

خدمة الأرصاد الجوية بواسطة الأقمار الاصطناعية وتعرف أيضًا بخدمة الاتصالات الراديوية  بواسطة الأقمار الاصطناعية للأرصاد الجوية) وفقًا للمادة 1.52 من لوائح الراديو الخاصة بالاتحاد الدولي للاتصالات وتُعرّف بأنها "خدمة استكشاف الأرض بواسطة الأقمار الاصطناعية لأغراض الأرصاد الجوية.